# Scott Bain
Scott Bain (* 22. November 1991 in Edinburgh) ist ein schottischer Fußballtorhüter, der beim FC Falkirk unter Vertrag steht.

## Karriere

### Verein
Scott Bain begann seine Karriere in der Jugend des FC Aberdeen. Noch bevor er zu seinem Profidebüt für die Dons gekommen war, wurde er in der Saison 2010/11 an den schottischen Viertligisten Elgin City verliehen. Er debütierte für den Verein am 3. Spieltag gegen den FC East Stirlingshire im Alter von 18 Jahren. Bis zum Ende der Saison kam der junge Torhüter in zehn weiteren Ligaspielen zum Einsatz. Nach seiner Rückkehr aus Elgin wurde der Vertrag bei seinem Jugendverein aufgelöst, für den er kein Pflichtspiel absolviert hatte. Bain unterschrieb daraufhin einen Vertrag bei Alloa Athletic. Mit der Mannschaft gelang ihm der direkte Aufstieg von der Vierten in die Dritte Liga. Unter dem Trainer Paul Hartley absolvierte Bain dabei 30 von 36 möglichen Spielen. In der darauf folgenden Drittliga-Saison 2012/13 wurde das Team Vizemeister hinter Queen of the South. Durch Siege über Brechin City und Dunfermline Athletic in der Aufstiegsrelegation gelang der direkte Durchmarsch in die Zweite Liga. Bain hatte dabei als Stammtorhüter großen Anteil. Nachdem er in drei Spielzeiten 100 Mal in Ligaspielen für die Hornissen zum Einsatz gekommen war, wechselte er am Saisonende 2013/14 gemeinsam mit dem Trainer Paul Hartley zum Erstligaaufsteiger FC Dundee. Im Januar 2018 wurde er zunächst an Hibernian Edinburgh verliehen. Der Leihvertrag wurde aufgelöst, nachdem sich Craig Gordon Torwart von Celtic Glasgow verletzt hatte. Bain wurde daraufhin nach Glasgow bis zum Saisonende 2017/18 verliehen. Sein Debüt für Celtic gab er am 11. März 2018 im Old-Firm-Derby gegen die Glasgow Rangers, das im Ibrox Stadium 3:2 gewonnen wurde. Mit Celtic gewann er direkt die Schottische Meisterschaft. Am 10. Mai 2018 unterschrieb Bain einen Vierjahresvertrag bei Celtic.
Am 3. Juni 2025 unterzeichnete Bain einen Einjahresvertrag beim Erstligaaufsteiger FC Falkirk.

### Nationalmannschaft
Am 3. Juni 2018 gab Bain sein Länderspieldebüt für Schottland gegen Mexiko im Aztekenstadion.

## Erfolge
mit Alloa Athletic:
- Schottischer Drittligameister (1): 2012

mit Celtic Glasgow:
- Schottischer Meister (6): 2018, 2019, 2020, 2022, 2023, 2024
- Schottischer Pokalsieger (3): 2018, 2019, 2020, 2023
- Schottischer Ligapokal (4): 2018, 2019, 2020, 2025